# Lytta stygica
Lytta stygica es una especie de coleóptero de la familia Meloidae.

## Distribución geográfica
Habita en California y Oregón (Estados Unidos).